# Brauerei Sauer

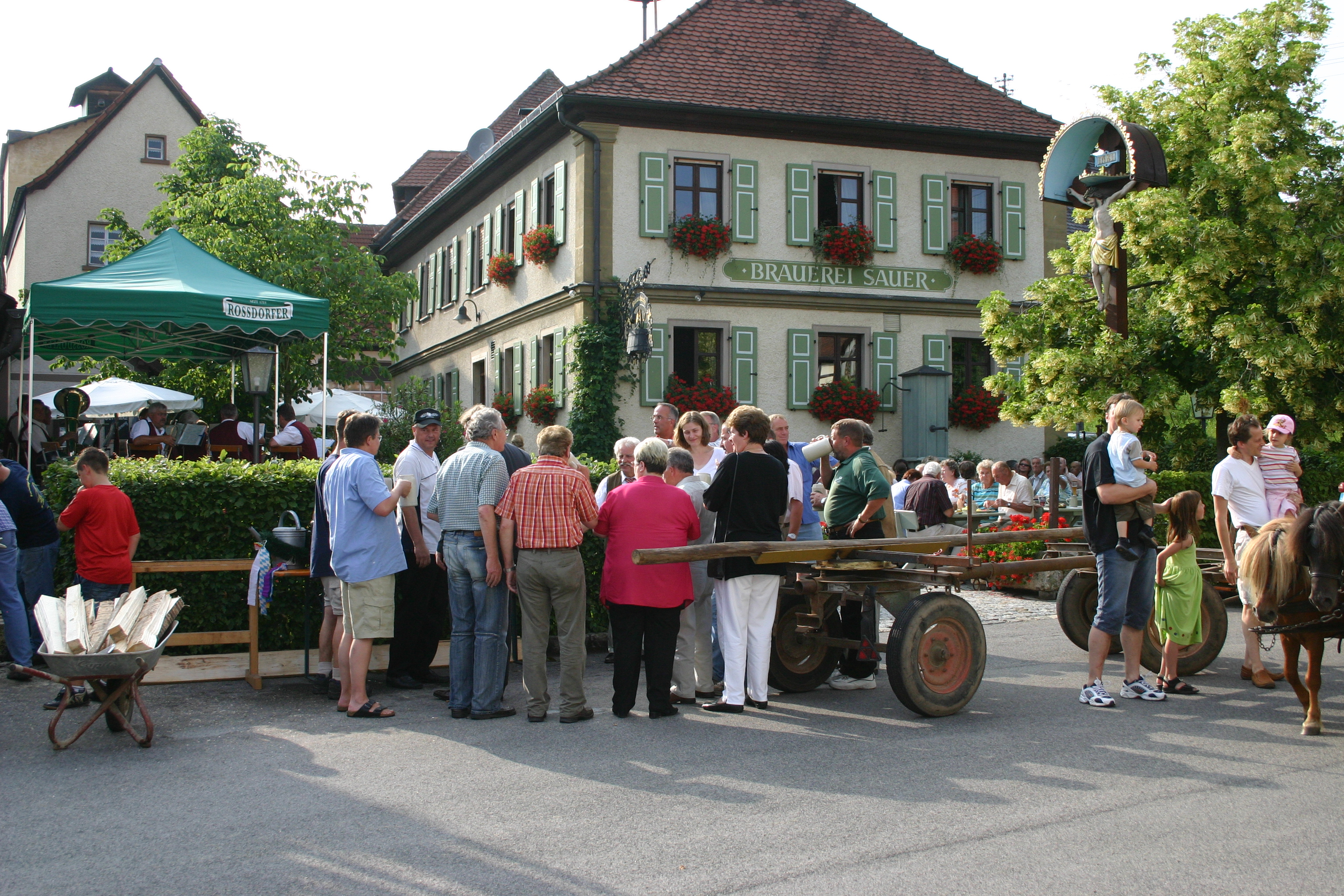
Brauerei Sauer

Die Brauerei Sauer GmbH ist eine in Roßdorf am Forst ansässige Brauerei. Die Brauerei Sauer ist ein Familienbetrieb, der seine Produkte überwiegend regional im Landkreis Bamberg sowie in der nahe gelegenen Stadt Bamberg vermarktet.
Seit dem Jahr 1784 ist die Brauerei und das Wirtshaus in Besitz der Familie Sauer. Erstmals urkundlich erwähnt ist die Braustätte bereits 1720 mit angeschlossener Landwirtschaft und Wirtshaus.
Der Betrieb wird heute in der sechsten Generation betrieben. Beim Gasthaus handelt es sich um ein typisches, fränkisches Dorfwirtshaus mit Ausschank, Holzinventar, Kachelofen, Stammtisch und Nebenzimmer. Die Küche serviert fränkische Gerichte. Der Gastraum umfasst etwa 80 Sitzplätze. Der ehemalige Eiskeller diente bis in die 1960er Jahre zur Kühlung und Lagerung des Bieres. Der Rossdorfer Felsenkeller ist ein in den Felsen gehauener Gewölbekeller. Um die Jahrhundertwende wurde über dem Keller ein zweigeschossiges Haus gebaut. Heute dient der Keller als Biergarten mit Ausschank und die Gäste sitzen daher „auf dem Keller“. Ein Neubau innerhalb des Brauereiensembles erhielt diverse Preise für den sensiblen Umgang innerhalb historischer Bausubstanz.
Typisch für eine fränkische Brauerei ist das Brauen von naturtrüben, ungefilterten Bieren. Wegen des sandigen Bodens im Gebiet um Roßdorf besitzt das Brauwasser praktisch keine Härtegrade und ist besonders zum Bierbrauen geeignet. Seit 2010 wird das ehemals saisonal gebraute Braunbier ganzjährig hergestellt. Lag die Bierproduktion 1993 noch bei 2500 Hektolitern, liegt der Ausstoß 2011 bei ca. 5.000 Hektolitern. Abgefüllt wird in drei verschiedene Flaschenarten: Pils und Braunbier wird in 0,5 ltr. Euro-Flaschen, das Weißbier in 0,5 ltr. NRW-Flaschen, das Urbräu in 0,5 ltr. wiederverschließbare Bügelflaschen gefüllt. Des Weiteren werden die Biere auch in Fässer abgefüllt. Etikettiert sind die Produkte alle als „ROSSDORFER“, darunter wird auf dem Label die Biersorte genannt. Im Logo ist der Felsenkeller der Brauerei abgebildet. Zum Sortiment gehören: Rossdorfer Ur-Bräu, Rossdorfer Pils, Rossdorfer Weißbier, Rossdorfer Braunbier und saisonal Rossdorfer Bock von Oktober bis Dezember.

## Auszeichnungen
- European Beer Star 2011 in Bronze[7]
- Der Feinschmecker „sehr empfehlenswert“[8]
- „Die besten Bierlokale 400 Adressen in Deutschland“[9]